# جبال أبان الأحمر
جبال أبان الأحمر؛ جبال في نجد وتسمى قديما سنام نجد وعاصمه نجد وتقع حاليًا غرب منطقة القصيم. اشتهر أبان الأحمر منذ سنين قديمة. كان أبان لشهرته عند القدماء علماً تضبط به المواقع القريبة منه.

## الموقع
يقع أبان الأحمر بين خطي عرض ( 8.57 30 25) وطول (00 45 42)، ويبلغ ارتفاعه حوالي 1,280 م (4,199 قدم). وتحيط به عدة قرى منها: الغضياء من الشمال. والعمودة، والجرذاوية وأبو طلح من الجنوب. والحنينية والمرموثة وضليع رشيد وخضراء من الشرق. وكحلة وفياضة والشعب من الغرب..ومن الأودية والشعاب التي تمر حول الجبل: وادي الرمة ووادي عطا عند لقائه بالرمة من الشمال. ومن الجنوب: شعيب أبو رمث وشعيب العمودة. ومن الشرق: شعيب جرار.
ويقع في منطقة تتوسط مجرى وادي الرّمة عند وصوله إلى رمال محيوّه شمالًا، وهضب الدوسري شرقًا، وجبل اللّهيب جنوبًا، ومنحدر امتداد عريق الدسم الذي يتجه نحو الشمال الغربي. يتميز الجبل بتنوع صفاته من كل جهة، مما يجعله يبدو مختلفًا حسب زاوية المشاهدة. عند النظر إليه من جهة الشرق، يبدو الجبل منخفضًا نسبيًا باستثناء ركنه الشمالي الذي يبرز شامخًا بارتفاع حاد يشبه رأسين متلاصقين، أحدهما خلف الآخر، مما يحجب الرؤية عن قمة ثالثة. تُعرف هذه الأركان الثلاثة باسم "البيض"، ويرجع سبب التسمية إلى ميل لونها نحو الأبيض أكثر من الأحمر. وربما يعود وصف القدماء للجبل باللون الأبيض إلى تغليب صفة الجزء على الكل، بينما الحقيقة أن باقي أجزائه تتلون باللون الأحمر بوضوح. أما عند مشاهدته من جهة الغرب، فيظهر الجبل شامخًا ممتدًا من الجنوب إلى الشمال بترابط واضح، ويبدو في هذه الناحية أكثر هيبة وارتفاعًا مقارنة ببقية جوانبه. وينطبق الأمر ذاته عند النظر إليه من الشمال، لكنه يبدو أقل طولًا وامتدادًا من هذه الجهة. وفي الجهة الجنوبية، يظهر الجبل محاطًا بسلسلة من الجبال السوداء التي تلتف حوله. وتُعد هذه السلسلة أكثر ارتفاعًا في الجهة الجنوبية تحديدًا.

## آثار جبل أبان
يوجد في جبلي أبان الأسمر والأحمر بعض النقوش والكتابات القديمة وصور الحيوانات القديمة ما يبين لنا بأن هذين الجبلين قد مر عليها عصر من العصور المتقدمة كان به حضارة حيث تم اكتشاف بعض الأماكن الأثرية وبعض العملات القديمة، كما أن أبانات الأحمر والأسمر يتميزا بخصوبة الأرض والمياه العذبة والحصون المنيعة التي تساعد على الاستقرار وكذلك يتميزا باستواء سفح جباله مما يجعل العيش فوق الجبال ممكنًا فيوجد نخيل فوق سطح الجبال أعمارها يتجاوز الأربعمائة عام.

## جبل أبان في الشعر
ذكر أبان الأحمر أيضا في قصائد مشهوره لبدوي بن عامر المظيبري:
وقد ورد ذكر الجبل كثيرًا في الشعر العربي، ومن ذلك قول المُهلْهَل بن ربيعَةَ (الزير سالم) في حرب البسوس:
لو بأبانين جاء يخطبها … ضرِّج ما أنف خاطب بدم
وقال امرؤ القيس:
كأن أبانًا في أفنانين وبله … كبير أناس في بجاد مزمل
وقال زهير بن أبي سلمي:
فلست بتارك ذكري سليمي … وتشبيبي بأخت بني العدان
طوال الدهر ما ابتلت لهاتي … وما ثبت الخوالد من أبان